# The Books of Magic
The Books of Magic è una miniserie a fumetti scritta da Neil Gaiman pubblicata da DC Comics sotto l'etichetta Vertigo. Dalla sua pubblicazione iniziale, è stato anche pubblicato in una raccolta in volume singolo con un'introduzione dell'autore Roger Zelazny. The Books of Magic narra la storia di un giovane ragazzo, Timothy Hunter che ha le potenzialità per diventare il più grande mago del mondo.

## Storia editoriale

### Miniserie
The Books of Magic è iniziato come una miniserie di quattro numeri scritta da Neil Gaiman e pubblicata nel 1990 e 1991. Ogni numero era illustrato da un disegnatore diverso: The Invisible Labyrinth da John Bolton, The Shadow World da Scott Hampton, The Land of Summer's Twilight da Charles Vess, e The Road to Nowhere da Paul Johnson.
- Nel Libro I, The Invisible Labyrinth, Timothy Hunter viene avvicinato da quattro eroi mistici dell'Universo DC, e, dopo aver acconsentito a fare un giro, gli viene mostrato il passato dell'Universo DC dallo Straniero Fantasma.
- Nel Libro II, The Shadow World, Tim viene portato a spasso nell'Universo DC di oggi da John Constantine.
- Nel Libro III, The Land of Summer's Twilight, il Dottor Occult mostra a Tim la Terra di Faerie, con brevi soste in altri universi paralleli (compreso the Dreaming).
- Nel Libro IV, The Road to Nowhere, Mister E mostra a Tim l'Universo DC Comics futuro (o, almeno, uno dei suoi possibili futuri), e Tim deve decidere se provare a realizzarsi, o vivere la sua vita come una persona normale.

### Serie regolare
Dopo la miniserie, Tim Hunter è ritornato in Arcana Annual, la sesta parte della serie The Children's Crusade (Vertigo comics). Il nome di Arcana fu cambiato in Books of Magic in una serie continua di fumetti sulle altre avventure di Timothy Hunter. Questa serie è stata scritta da John Ney Rieber (numeri 1-50) e Peter Gross (numeri 51-75), e fu pubblicata dal maggio del 1994 all'agosto del 2000.
La rappresentazione della vita di Tim Hunter è continuata in una mini-serie di cinque numeri chiamata The Names of Magic, in cui Tim apprende il suo vero nome (Timothy Hunter; Tamar, figlio di Tamlin; The Opener; The Merlin; Magic) e viene accettato nella scuola di magia, conosciuta semplicemente come Scuola Bianca, che esiste nel Multiverso dei Mondi della DC. Un'altra serie continua chiamata Hunter: The Age of Magic (25 numeri) seguì poco dopo che quest'ultima serie finisse. Fu pubblicata dal settembre del 2001 al settembre 2003, e racconta della "laurea" di Tim e di ciò che gli accade successivamente.
Un'altra serie, Books of Magick: Life During Wartime è iniziata nel luglio del 2004 ed è durata quindici numeri. Questa serie rappresenta due Terre, che hanno entrambe una forte connessione con una versione alternativa di Tim Hunter. Su uno di questi mondi è in corso una guerra tra gli umani (conosciuti come The Bred) e le razze di Faerie (conosciute come The Born). Il mondo è governato dai The Born, ma esiste una resistenza composta sia da Born che da Bred che figurano, tra gli altri, le presenze di Zatanna e John Constantine. Il secondo mondo è uno creato da Tim Hunter come posto sicuro in cui lui può nascondersi dai suoi nemici.

## Romanzi
Nel 2003 HarperCollins ha iniziato a pubblicare una serie di romanzi per ragazzi chiamata Books of Magic sotto il marchio Eos, adattata dalla serie di fumetti da parte di Carla Jablonski.
- The Books of Magic 1: The Invitation ISBN 0-06-447379-1
- The Books of Magic 2: Bindings ISBN 0-06-447380-5
- The Books of Magic 3: The Children's Crusade ISBN 0-06-447381-3
- The Books of Magic 4: Consequences ISBN 0-06-447382-1
- The Books of Magic 5: Lost Places ISBN 0-06-447383-X
- The Books of Magic 6: Reckonings ISBN 0-06-447384-8

Il primo libro è basato sulla miniserie originale. I libri successivi sono basati su archi narrativi della seconda serie, tranne The Children's Crusade, che è basato sul crossover della Vertigo con lo stesso nome.

## Spin-off
Ci sono state anche alcune mini-serie spin-off ambientate nel regno di Faerie, dal titolo The Books of Faerie. Una serie racconta le disavventure di Molly, la ragazza di Tim (solo in alcune occasioni), quando rimane per caso intrappolata a Faerie.  Un'altra racconta l'ascesa al potere di Auberon mentre un'altra racconta di Titania.

## Somiglianza con Harry Potter
Molti hanno notato somiglianze tra Timothy Hunter — un teenager inglese occhialuto con problemi familiari che ha come animale una civetta magica — e il successivo e più famoso Harry Potter. È stato riportato che Neil Gaiman ha detto che anche se ci sono somiglianze tra i due, queste sono solo marginali e più probabilmente riflettono il fatto che sono entrambi costruiti su archetipi comuni.
La miniserie originale è stata pubblicata molto prima della serie di Harry Potter.

## Raccolte brossurate
- Serie di fumetti regolare

1. Bindings (Numeri 1-4)
  1. "Bindings: Prologo"
  2. "Bindings": Parti 1-3
2. Summonings (Numeri 5-13)
  1. "The Hidden School"
  2. "Sacrifices: Parti 1-3"
  3. "The Artificial Heart": Parti 1-3
  4. "Small Glass Worlds": Parti 1-2
3. Reckonings(Numeri 14-20)
  1. "What Fire Leaves Us"
  2. "Playgrounds": Parti 1-6
4. Transformations (Numeri 21-25)
  1. "Heavy Petting"
  2. "Needlepoint"
  3. "And Sure in Language Strange She Said"
  4. "Used to Bes"
5. Girl in the Box (Numeri 26-32)
  1. "Rites of Passage: Prologo"
  2. "Rites of Passage": Parti 1-6
6. The Burning Girl (Numeri 33-41)
  1. "Rites of Passage": Parti 7-11
  2. "Rites of Passage: Conclusione"
  3. "Solitaire"
  4. "The Motherless"
  5. "Nothing Up My Sleeve"
7. Death After Death (Numeri 42-50)
  1. "The Bridge"
  2. "King of This"
  3. "Slave of Heavens: Prologo"
  4. "Slave of Heavens": Parti 1-4
  5. "Slave of Heavens": Conclusione
  6. "The Box"

I numeri rimanenti non sono stati raccolti.
- Books of Magick: Life During Wartime

1. Life During Wartime (Numeri 1-5)
  1. "Have You Seen the Stars Tonight"
  2. "Storm Warning"
  3. "War Babies"
  4. "The Diplomacy of Monsters"
  5. "Passing in a River"